# Slag bij Talavera
De Slag bij Talavera was een veldslag die op 27 en 28 juli 1809 werd uitgevochten tijdens de Spaanse Onafhankelijkheidsoorlog tussen het Franse Keizerrijk enerzijds en het Verenigd Koninkrijk en Spanje anderzijds. De veldslag resulteerde niet in een duidelijke overwinning van een van de partijen. Het geallieerde leger was instaat om de Franse aanvallen af te slaan, maar de geallieerden konden hun geplande opmars naar Madrid niet voortzetten.

## Aanloop

### Achtergrond
In 1809 leken de geallieerden op de Iberisch Schiereiland in opkomst te zijn. Slechts in Catalonië waren de Fransen nog steeds volop in de aanval op de Spaanse opstandelingen. Gerona bleek niet te veroveren door de Fransen en in juni 1809 moesten ze ook hun veroveringen in Asturië opgeven. De meest dramatische ontwikkelingen hadden plaatsgevonden in Portugal en Galicië waar de Fransen verdreven waren door middel van een Britse interventie.
Op 2 april 1809 besloot premier William Henry Cavendish-Bentinck om de Britse troepen in Portugal te verhogen naar 30.000 en hij plaatste het leger onder het commando van Arthur Wellesley. Wellesley kreeg de opdracht om de Fransen uit Portugal te verdrijven en op 12 mei verloren de Fransen Porto. Op 7 juni ging ook Galicië verloren voor het Franse keizerrijk. Medio juni ontstonden er in het Britse hoofdkwartier de eerste plannen voor de verovering van Madrid, maar van een samenwerking tussen Wellesley en de Spaanse bevelhebber Gregorio de la Cuesta was nog geen sprake door onderling wantrouwen.

### De veldtocht naar Talavera
Toch kwamen ze met een plan waarbij Cuesta en Wellesley om hun troepen samen te trekken bij de Taag met de intentie om het leger van Claude Victor-Perrin te verslaan waarop ook de legers van koning Joseph Bonaparte en Horace Sébastiani gedwongen zouden zijn om zich terug te trekken. Aanvankelijk was Victor gelegerd in Mérida, maar door voedseltekorten was hij gedwongen om zijn leger 150 kilometer te verplaatsen naar Talavera de la Reina.
De opmars van Wellesley stokte door een tekort aan voedsel, maar Cuesta trok op zijn beurt wel verder met zijn leger. Zijn collega Francisco Javier Venegas had moeten voorkomen dat de legers van Sébastiani en Bonaparte zich bij die van Victor zouden voegen, maar door een samenloop van omstandigheden slaagde hij daar niet in. Zodoende stuitte Cuesta met zijn opmars op 25 juli op het gecombineerde Franse leger bij Talavera. De Fransen slaagden er vervolgens in om het Spaanse leger te laten ontsnappen uit hun val waardoor het zijn aansluiting kon vinden met het Britse leger.

## Slagopstelling

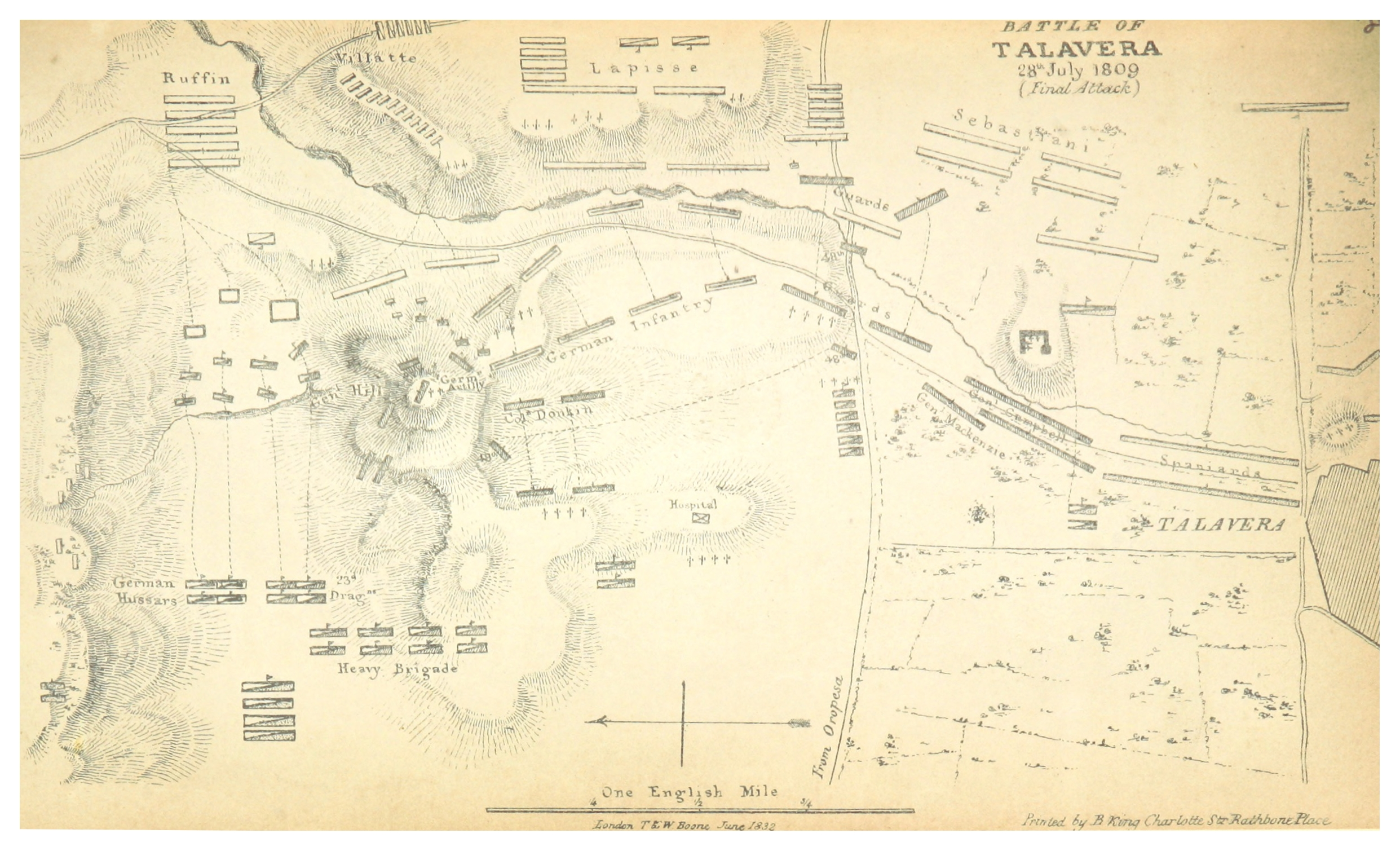
Kaart van de legers bij Talavera

### Geallieerde leger

#### Britse leger
- Bevelhebber: luitenant-generaal Arthur Wellesley
- 1ste Divisie o.l.v. majoor-generaal John Coape Sherbrooke
- 2de Divisie o.l.v. majoor-generaal Rowland Hill
- 3de Divisie o.l.v. majoor-generaal John Randoll Mackenzie
- 4de Divisie o.l.v. brigadegeneraal Alexander Campbell
- Cavaleriedivisie o.l.v. luitenant-generaal William Payne-Gallwey
- Artilleriereserve o.l.v. brigadegeneraal Edward Howarth

#### Spaanse leger
- Bevelhebber: luitenant-generaal Gregorio de la Cuesta
- Voorhoededivisie o.l.v. brigadegeneraal José Pascual de Zayas y Chacón
- 1ste Divisie o.l.v. majoor-generaal Juan Berthuy
- 2de Divisie o.l.v. majoor-generaal Vicente Iglesias
- 3de Divisie o.l.v. majoor-generaal Francisco Gómez de Terán y Negrete
- 4de Divisie o.l.v. majoor-generaal Rafael Manglano
- 5de Divisie o.l.v. majoor-generaal Luis Alejandro de Bassecourt y Dupire
- 1ste Cavaleriedivisie o.l.v. Juan de Henestrosa
- 2de Cavaleriedivisie o.l.v. José María de la Cueva

### Franse leger

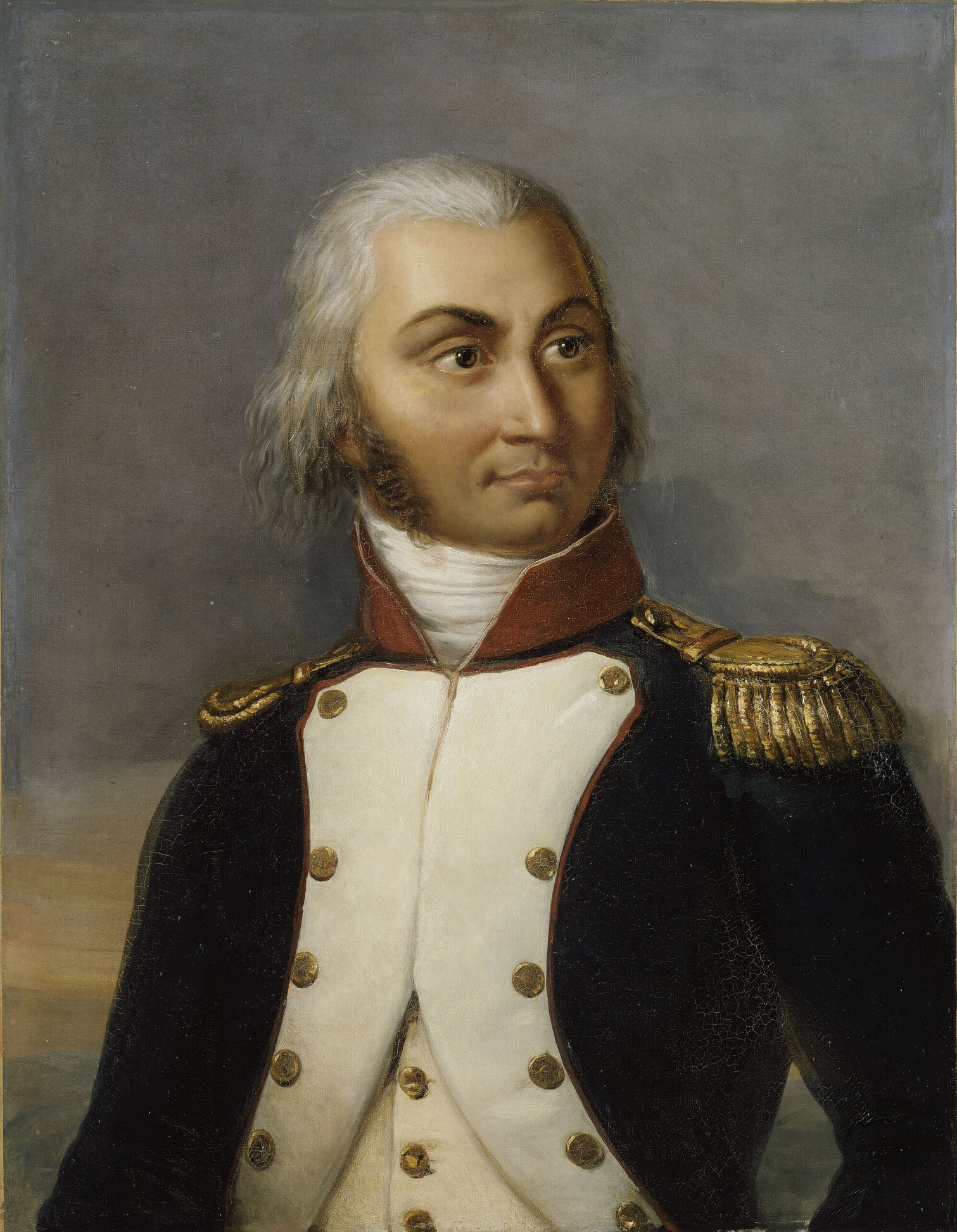
Portret van Jean-Baptiste Jourdain, door Horace Vernet. Jourdain was de stafchef van Joseph Bonaparte bij Talavera en daarmee de eigenlijke Franse opperbevelhebber.

- Opperbevelhebber: Joseph Bonaparte
- Stafchef: maarschalk Jean-Baptiste Jourdan

#### Corps I
- Bevelhebber: maarschalk Claude Victor-Perrin
- 1ste Divisie o.l.v. divisiegeneraal François Amable Ruffin
- 2de Divisie o.l.v. divisiegeneraal Pierre Belon Lapisse
- 3de Divisie o.l.v. divisiegeneraal Eugène-Casimir Villatte
- Cavaleriebrigade o.l.v. brigadegeneraal Louis-Chrétien Carrière

#### Corps IV
- Bevelhebber: divisiegeneraal Horace Sébastiani
- 1ste Divisie o.l.v. brigadegeneraal Louis Liger-Belair
- 2de Divisie o.l.v. divisiegeneraal Jean-Baptiste Cyrus de Timbrune de Thiembronne
- 3de Divisie o.l.v. divisiegeneraal Jean François Leval
- Cavaleriebrigade o.l.v. brigadegeneraal Christophe Antoine Merlin

#### Reserves
- Bevelhebber: koning Joseph Bonaparte
- Garnizoen van Madrid o.l.v. divisiegeneraal Jean-Joseph Paul Augustin
- 1ste Dragonder Divisie o.l.v. divisiegeneraal Victor de Fay de La Tour-Maubourg
- 2de Dragonder Divisie o.l.v. divisiegeneraal Édouard Jean Baptiste Milhaud

## Slag

### Eerste dag
In de ochtend van 27 juli was Wellesley nog niet op de hoogte van de ontsnapping van de Spanjaarden en liet hij de divisie van Mackenzie een defensieve positie innemen bij de boerderij Casa de Salinas. Wellesley reed zelf naar de boerderij toe om poolshoogte te nemen, maar net toen hij daar was arriveerde de Franse infanterie waarop de gevechten uitbraken. Tijdens de strijd die hier plaatsvond scheelde het voor de opperbevelhebber niet veel of hij was daar gedood. De divisie wist samen met Wellesley terug te trekken naar de rest van het geallieerde leger.
Maarschalk Victor was vastbesloten om een overwinning op de Britten te behalen en liet de divisie van generaal Ruffin 's nachts oprukken naar de heuvel Cerro de Medellín die door de Britten werd bezet. Ze wisten de Britse divisie te verrassen, maar de divisie wist na de hevige gevechten onder leiding van Rowland Hill om de Fransen te verdrijven.

### Tweede dag

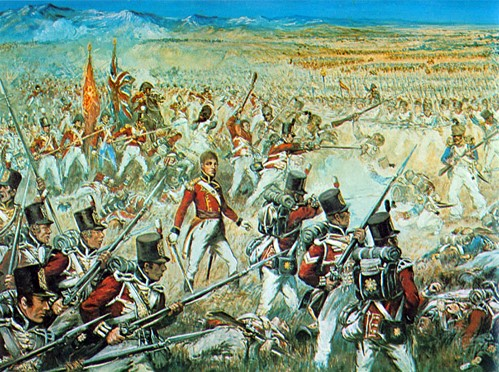
De Britten bij Talavera

De Franse kanonnen begonnen op 28 juli om 05.00 met hun beschietingen van de geallieerde stellingen. Opnieuw moest de divisie Ruffin in de aanval, maar nadat ze in zicht kwamen van Hills divisies werden de onder vuur genomen, waardoor ze wederom door de Britten verslagen werden. In de middag kwam de divisie van Ruffin weer in beweging, evenals die van Villatte. Ook een tweetal divisies onder het commando van Horace Sébastiani kwamen in beweging om het geallieerde centrum aan te vallen. Tot deze divisies behoorde ook de zogenaamde Duitse divisie van Leval waar de Hollandse Brigade deel van uitmaakte. Nadat zij een paar salvo's hadden afgevuurd moesten ze zich alweer terugtrekken.
De Britse tegenaanval door de cavalerie liep uit op een ramp. De Franse infanterie vormden hun carrés en de Britse aanval faalde. Aan de rechterflank van de Britten, waar generaal Campbell werd ondersteund door een paar Spaanse divisies, wisten de Franse aanval af te slaan. Sherbrooke wist op zijn beurt de Franse divisie op de vlucht te laten slaan en in de achtervolging stuitte hij op Franse ondersteuning die hem dwongen om zich te trekken. Na een nieuwe aanval van Leval die niet slaagde was de slag voor de Fransen over. Victor wilde heel graag nog in de aanval gaan, maar zijn beslissing werd teruggedraaid door Bonaparte, Sebastiani en Jourdan.

## Nasleep
Talavera was voor de Britten de bloedigste veldslag die ze in de laatste vijftig jaar hadden gevochten. Bij de slag waren 5.365 slachtoffers aan Britse kant te betreuren. Hiervan waren er 801 overleden. Deze verliezen waren een kwart van het leger dat Wellesley ten velde had gebracht. De Spanjaarden verloren tijdens de slag zo'n 1.200 man. De slachtoffers aan Franse zijde waren hoger: die kenden in totaal 7.263 slachtoffers in hun leger, wat een zesde van hun totale omvang bij de slag was.
Pas op 29 juli kreeg het Britse leger versterkingen om haar tekorten aan te vullen, maar het Franse leger wilde nog niet wijken. De geallieerden kregen goed nieuws toen een andere oversteekplaats over de Taag beschikbaar bleek te zijn om te kunnen ontkomen aan de opmars van het leger van Soult. Op 4 augustus trokken de Britten de rivier over waarmee er een tijdelijk einde kwam aan de Britse opmars in Spanje. De achtergebleven Spanjaarden onder Cuesta werden vier dagen later in de Slag bij Arzobispo verslagen door de Fransen en ook bij de Slag bij Almonacid overwonnen de Fransen.
In Engeland werd de slag gevierd als een overwinning voor de Britten. De nog jonge Henry John Temple schreef over Talavera: "Glorieuze overwinning behaald in de goede oude Engelse stijl met één tegen twee". Door de Britse regering werd Wellesley benoemd tot burggraaf Wellington van Talavera.

## In populaire cultuur
De slag bij Talavera speelt een prominente rol in het boek Sharpe's Eagle van Bernard Cornwell en kwam later ook terug in de gelijknamige televisieserie.